# Cittadella di Longwy
La Cittadella di Longwy (Ville Haute de Longwy  in lingua francese) è un complesso fortificato edificato nella seconda metà del XVII secolo su disposizione del re di Francia Luigi XIV dopo l'annessione di Longwy alla Francia a seguito del trattato di Nimega del 10 agosto 1678. L'insieme delle fortificazioni, l' hôtel de ville, la chiesa di san Dagoberto, le casematte e i pozzi sono stati classificati Monumento storico di Francia il 19 marzo 1921 e il 7 luglio 2008 l'intero complesso è stato inserito fra le fortificazioni di Vauban da considerarsi Patrimonio dell'umanità da parte dell'UNESCO.

## Storia

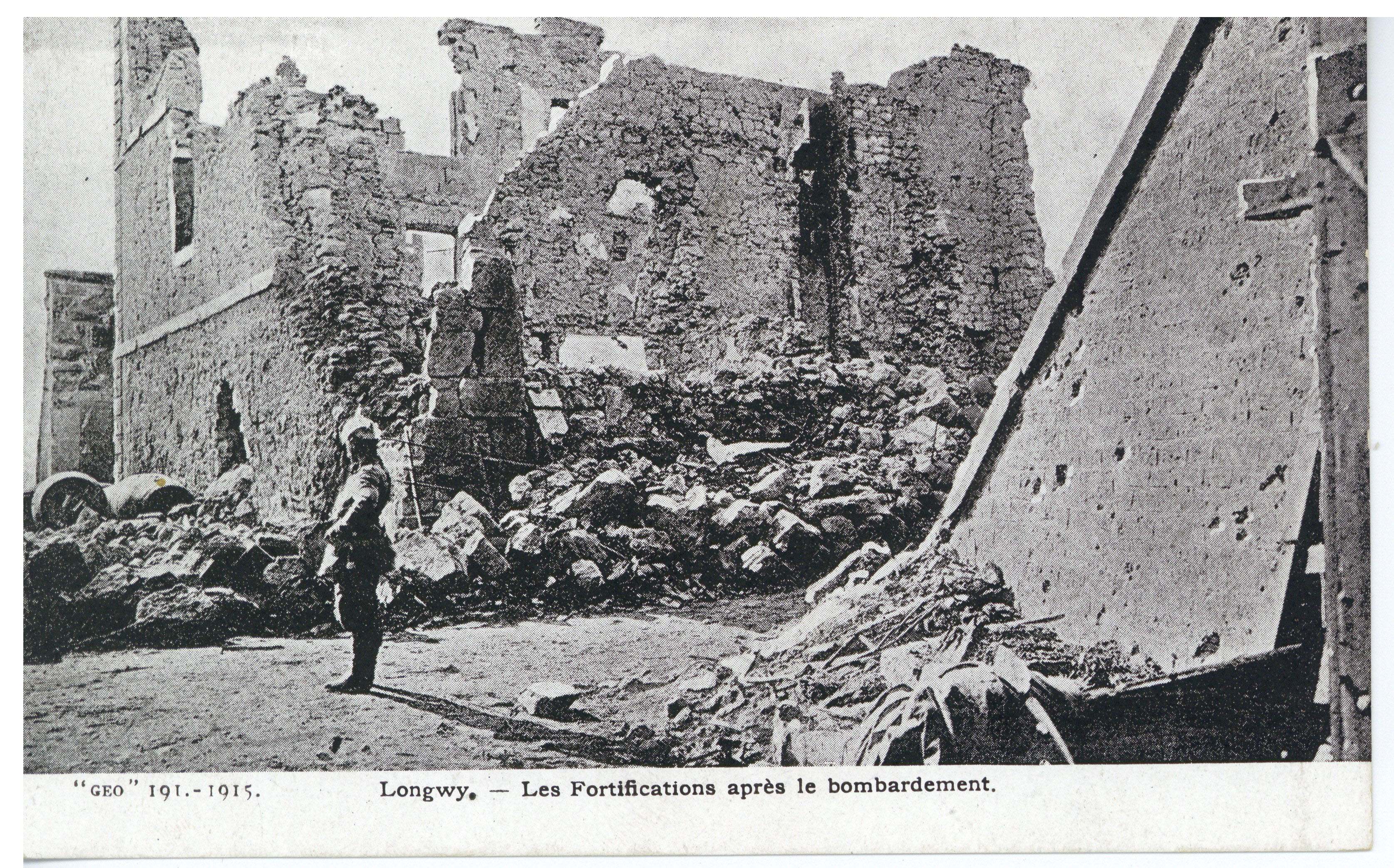
Durante la prima guerra mondiale

I duchi di Lorena edificarono un castello-fortezza a difesa dell'estremo nord del loro territorio, che domina la città di Longwy. A poco a poco, intorno al castello è stata costruita una città, detta poi "città alta".
Dopo una serie di assedi, Longwy venne annessa al regno di Francia a seguito del trattato di Nimega, firmato il 19 agosto 1678 tra le Province Unite e il Regno di Francia, che pose fine alla guerra con l'Olanda. La creazione di una roccaforte venne affidata dal re a Vauban e Choisy. Essi fecero distruggere il vecchio castello e la vecchia Longwy-Haut (la "città alta") al fine di costruirne una nuova sopra una piana che domina la valle del fiume Chiers e la Longwy bassa.
Nel 1871, nel corso della guerra franco-prussiana, l'edificio destinato ad alloggio del Governatore andò parzialmente distrutto e quel che ne rimase venne adibito a magazzino per il foraggio.
La fortezza è stata danneggiata dai bombardamenti sia durante la prima che la seconda guerra mondiale.

## Architettura

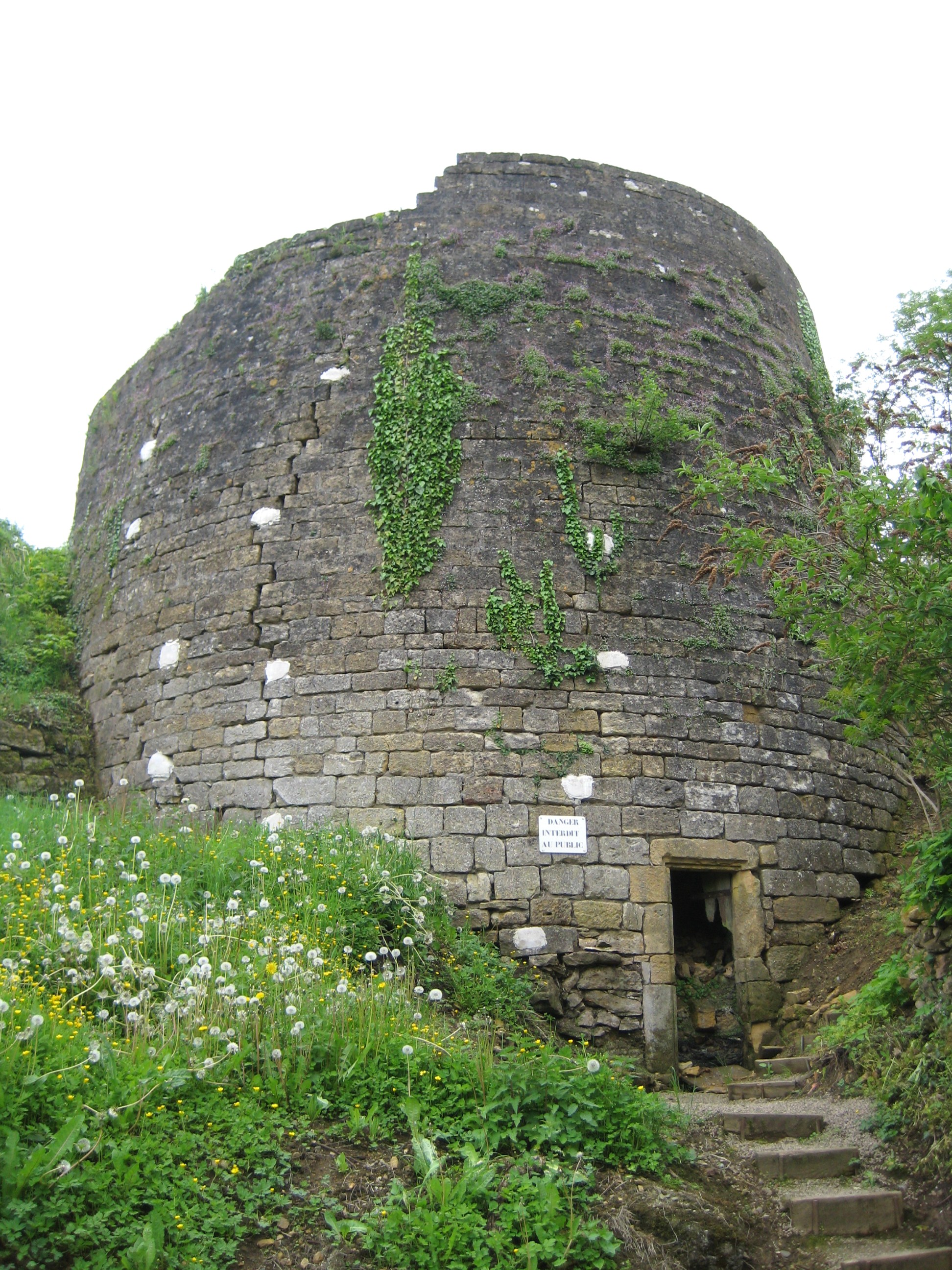
Torre di Malcouvert, vestigia del castello medievale

La cittadella è costruita su pianta esagonale e contiene una chiesa, l'arsenale, undici caserme e cinque pozzi, strutturata a quadrilateri disposti intorno ad una grande piazza centrale. Si poteva accedere alla cittadella da due porte: la porte de Bourgogne (distrutta nel 1914) e la Porte de France.
Alla costruzione della cittadella hanno collaborato anche gl'ingegneri militari Jean Baptiste Favar, Louis de Bonnafau e Alexandre de Chermont.
Attualmente la metà della cinta muraria e dei bastioni e la Porte de France sono perfettamente conservati e la maggior parte degli edifici costruiti da Vauban sono ancora visibili: il municipio, la chiesa, la caserma, il pozzo centrale, il panificio.